# Clàssica de Sant Sebastià 1999
La Clàssica de Sant Sebastià 1999, 19a edició de la Clàssica de Sant Sebastià, és una cursa ciclista que es va disputar el 7 d'agost de 1999.
El vencedor final fou l'italià Francesco Casagrande, de l'equip Vini Caldirola-Sidermec, que s'imposà en solitari a la meta de Sant Sebastià. El seguiren el belga Rik Verbrugghe (Lotto-Mobistar) i l'italià Giuliano Figueras (Mapei-Quick Step).

## Classificació general
|    | Ciclista             | Equip                   | Temps      |
| -- | -------------------- | ----------------------- | ---------- |
| 1  | Francesco Casagrande | Vini Caldirola-Sidermec | 5h 15' 29" |
| 2  | Rik Verbrugghe       | Lotto-Mobistar          | + 43"      |
| 3  | Giuliano Figueras    | Mapei-Quick Step        | + 43"      |
| 4  | Andrei Txmil         | Lotto-Mobistar          | + 43"      |
| 5  | Salvatore Commesso   | Saeco-Cannondale        | + 43"      |
| 6  | Francisco Mancebo    | Banesto                 | + 43"      |
| 7  | Erik Dekker          | Rabobank                | + 43"      |
| 8  | Maximilian Sciandri  | La Française des Jeux   | + 43"      |
| 9  | Michael Boogerd      | Rabobank                | + 43"      |
| 10 | Massimiliano Mori    | Saeco-Cannondale        | + 43"      |